# Freya Tingley
Freya Tingley (Perth, Austràlia Occidental, 26 de març del 1994) és una actriu australiana.

## Biografia
Tingley va néixer a Perth, Austràlia Occidental el 26 de març de 1994. Filla de Coppelia i Chris Tingley, es va criar en el barri de Mount Claremont. Té una germana anomenada Ella.
El primer paper professional de Freya fou Joan de jove en l'obra de Caryl Churchill, Far Away en el Black Swan Theatre Company en 2008. Dos anys més tard, fou descoberta per un caça-talents i es mudà a Los Angeles per seguir la seva carrera d'actriu. Va haver d'aprendre el llenguatge de signes per interpretar a una nena sorda en el curtmetratge Beneath the Waves, en 2011.
El 2012, Tingley va obtenir el paper de Christina Wendall, una novel·lista que veu l'oportunitat d'entrevistar a un sospitós d'assassinat en la sèrie de terror i suspens Hemlock Grove, creada per Brian McGreevy i Lee Shipman i produïda per Eli Roth per Netflix.

## Filmografia

### Cinema
| Any  | Pel·lícula         | Rol            | Notes        |
| ---- | ------------------ | -------------- | ------------ |
| 2009 | Bootleg            | Sarah          | Curtmetratge |
| 2010 | Light as a Feather | Sophie         | Curtmetratge |
| 2011 | X                  | Cindy          |              |
| 2011 | Beneath the Waves  | Eleanor        | Curtmetratge |
| 2012 | Sticks and Stones  | Zoe            | Curtmetratge |
| 2014 | Jersey Boys        | Francine Valli |              |
| 2014 | Swelter            | London         |              |

### Televisió
| Any  | Títol            | Paper             | Notes                |
| ---- | ---------------- | ----------------- | -------------------- |
| 2011 | Cloudstreet      | Hat Lamb          | 1 episodi            |
| 2013 | Hemlock Grove    | Christina Wendall | Elenc principal      |
| 2013 | Once Upon a Time | Wendy Darling     | Personatge recurrent |